# Araucaria bernieri
Araucaria bernieri é uma espécie de conífera da família Araucariaceae, nativa da Nova Caledônia.
Seu habitat é a floresta úmida temperada.
Encontra-se ameaçada pela perda de seu habitat.